# Heterovates pardalina
Heterovates pardalina es una especie de mantis de la familia Mantidae.

## Distribución geográfica
Se encuentra en Brasil, Ecuador y Venezuela.